# The Pretenders
 Der er for få eller ingen kildehenvisninger i denne artikel, hvilket er et problem. Du kan hjælpe ved at angive troværdige kilder til de påstande, som fremføres i artiklen.

The Pretenders er et amerikansk-engelsk rockband, der blev dannet i 1978 og har eksisteret i forskellige formationer siden. Gruppen blev skabt af sanger og sangskriver Chrissie Hynde, der er den eneste, der har været med i gruppen siden begyndelsen.

## Historie

### Begyndelsen
Chrissie Hynde stammer fra Akron, Ohio i USA, men flyttede til London i 1973, hvor hun blev kæreste med en rockkritiker, og hun begyndte selv at skrive i New Musical Express. Samtidig forsøgte hun sig selv som musiker i forskellige konstellationer uden større succes, men hun fandt alligevel ud af, at hun hellere ville spille end skrive om musik.
I 1978 var den oprindelige britiske punkbevægelse så småt ved at dø ud, men Hynde fik fat i et par unge fyre, der stammede fra et område nær grænsen til Wales, der gerne ville have været med i punkbevægelsen, og som havde lyst til at spille noget musik i den stil. Det drejede sig om bassisten Pete Farndon, der også havde et forhold til Hynde, guitaristen James Honeyman-Scott, men gruppen havde fra starten ikke nogen fast trommeslager.
De tre indspillede en demo, der førte til, at de fik mulighed for under professionelle forhold at indspille en single, der havde det gamle Ray Davies-nummer, "Stop Your Sobbing" som A-side. Nummeret blev produceret af Nick Lowe, blev rost af kritikerne og efterfølgende et mindre hit. Den blev samtidig startskuddet til flere indspilninger, hvoraf "Brass in Pocket" blev et stort hit både i England og USA, og gruppen havde nu Martin Chambers med som fast trommeslager. 
Derpå indspillede gruppen det første album, Pretenders, der blev udsendt i januar 1980 og blev et stort hit i både Europa og USA. En af grundene til successen var det faktum, at gruppens forgrundsfigur var en kvinde, der spillede hård rock og spillede på et tilsvarende image baseret på sort: Sort pandehår, sort eyeliner og sorte jeans. Dette appellerede til pladekøbere af begge køn, men hun udstrålede samtidig en flertydighed, der gjorde, at hun ikke faldt i de gængse kvindeklicheer inden for rocken. 
Blandt de karakteristiske træk i musikken var vokalen inspireret af pigegrupper fra 1960'erne, men samtidig et råt udtryk fra punken. Musikken blev i starten indspillet meget spontant, næsten live i studiet, hvor kun leadguitaren og vokaler blev lagt ind bagefter. På debutalbummet møder man også utraditionelle skift i taktarter, f.eks. 7/8 og 4/4 i "Tattooed Love Boys".
Næste album var Pretenders II, der udkom i august 1981. Det blev modtaget mere køligt af kritikerne, men er i eftertiden blevet rehabiliteret. 
Gruppen stod på sin hidtidige top, men havde interne problemer med narkotikamisbrug, og Hynde smed i juni 1982 sin ekskæreste Farndon ud af den grund. Blot to dage senere, 16. juni, døde Honeyman-Scott af en kokainoverdosis, hvilket betød, at gruppen holdt en pause. Omkring samme tid, som Hynde året efter forsøgte at gendanne gruppen, blev også Farndon fundet død af en overdosis.

### Gruppens ændrede stil
Chambers og Hynde var dermed de eneste tilbage fra den oprindelige gruppe, der til en comeback-single, "Back on the Chain Gang", udgivet oktober 1983, blev suppleret af to midlertidige musikere. Denne markerede samtidig en mere melodiøs stil, der også blev kendetegnende for det efterfølgende album, Learning to Crawl, hvor gruppen havde fået en mere fast besætning med guitaristen Robbie McIntosh og bassisten Malcolm Foster. Albummet blev godt modtaget og bestod af en blanding af solide rocknumre som "Middle of the Road" på den ene side og ballader som "2000 Miles" på den anden. 
Gruppen spillede med denne besætning indtil 1985, hvor Hynde under indspilninger af det næste album fyrede Chambers og Foster, og albummet Get Close blev indspillet af McIntosh, Hynde og forskellige studiemusikere. På dette album var blandt andet hittet "Don't Get Me Wrong". På den efterfølgende turne opstod en række musikalske uoverensstemmelser, så bl.a. McIntosh forlod gruppen, der fra 1987 reelt var opløst eller blot dækkede over Chrissie Hyndes foretagender.

### 1990 til nutiden
Da Hynde i 1990 samlede forskellige musikere for at indspille et nyt album, medførte det ikke, at gruppen egentlig blev gendannet, da det kun var Hynde selv, der synligt optrådte på albummet. Det blev samtidig det dårligst sælgende for gruppen. 
I 1993 samlede Chrissie Hynde omsider en gruppe, der kom til at holde i længere tid. Den bestod af guitaristen Adam Seymour, bassisten Andy Hobson samt den oprindelige trommeslager Martin Chambers. Gruppen opnåede aldrig samme massive succes som i de tidlige år, men indspillede med mellemrum nye album og turnerede forskellige steder. Hynde var efterhånden blevet mere politisk interesseret og støttede miljøbevægelsen, lige som hun erklærede sig som vegetar. Hendes holdninger kom også til udtryk i flere af gruppens tekster.
I de senere år har forskellige gæster spillet sammen med gruppen, f.eks. Tom Jones og Emmylou Harris. I 2005 blev the Pretenders optaget i Rock and Roll Hall of Fame.

## Discografi
The Pretenders har udgivet følgende album:
- Pretenders (1980)
- Pretenders II (1981)
- Learning to Crawl (1984)
- Get Close (1986)
- The Singles (opsamlingsalbum, 1987)
- Packed! (1990)
- Last of the Independents (1994)
- The Isle of View (1995)
- Viva el Amor (1999)
- Greatest Hits (opsamlingsalbum, 2000)
- Loose Screw (2002)
- Pirate Radio (boxsæt med 4 cd'er og en dvd, 2006)
- Break Up the Concrete (2008)
- Alone (2016)
- Hate For Sale (2020)